# Antônio Rodrigo Nogueira
Antônio Rodrigo Nogueira (n. 2 iunie 1976, Bahia, Brazilia) este un fost luptător profesionist de arte marțiale mixte (MMA) brazilian. A luptat în categoria greilor din UFC , unde a reușit să devină campion interimar. Este fratele geaman a lui Antônio Rogério Nogueira. Nogueira a devenit cunoscut în promoția japoneză Pride Fighting Championships, unde a devenit primul campion al greilor într-e 2001 și 2003, precum și finalist al turneului PRIDE FC Heavyweight Grand Prix 2004. El este unul dintr-e cei trei luptători care au reușit să câștige titluri în PRIDE și UFC (alături de Mark Coleman și Mauricio Rua). 

## Campionate și realizări
- Fighting Network RINGS
  - Câștigătorul turneului RINGS King of Kings 2000
- PRIDE Fighting Championship
  - Pride Heavyweight Championship (O dată, primul)
  - Interim Pride Heavyweight Championship (o dată)
  - Vice-campion PRIDE Heavyweight Grand Prix 2004
  - Semifinalist PRIDE Open-Weight Grand Prix 2006
  - La egalitate cu Kazushi Sakuraba pentru cele mai multe victorii prin predare (11) în istoria Pride FC
- Ultimate Fighting Championship
  - UFC Hall of Fame
  - Interim UFC Heavyweight Championship (o dată)
  - Fight of the Night (de 2 ori)
  - Knockout of the Night (o dată)
- World Extreme Fighting
  - WEF Heavyweight Superfight Champion (o dată)
- Sherdog
  - Mixed Martial Arts Hall of Fame[4]
- Wrestling Observer Newsletter
  - 2002 Fighter of the Year
- Black Belt Magazine
  - 2002 NHB Fighter of the Year[5]
- Inside Fights
  - 2009 Fight of the Year -  vs. Randy Couture on August 29[6]
- MMAFighting
  - 2003 Fight of the Year vs. Mirko Cro Cop on November 9[7]
- FightMatrix.com
  - 2004 Most Noteworthy Match of the Year vs. Fedor Emelianenko on 31 December[8]
  - 2003 Most Noteworthy Match of the Year vs. Fedor Emelianenko on 16 March[8]

## Rezultate în MMA
| Rezultate profesioniste |             |               |
| 46 meciuri              | 34 victorii | 10 înfrângeri |
| Prin knockout           | 3           | 3             |
| Prin predare            | 21          | 2             |
| La puncte               | 10          | 5             |
| Remize                  | 1           | 1             |
| Nu s-a disputat         | 1           | 1             |

| Rezultat   | La general  | Adversar           | Metodă                                | Eveniment                              | Data               | Runda | Timp | Locația                               | Note                                                                                          |
| ---------- | ----------- | ------------------ | ------------------------------------- | -------------------------------------- | ------------------ | ----- | ---- | ------------------------------------- | --------------------------------------------------------------------------------------------- |
| Înfrângere | 34–10–1 (1) | Stefan Struve      | Decizie (unanimă)                     | UFC 190                                | 1 august 2015      | 3     | 5:00 | Rio de Janeiro, Brazil                |                                                                                               |
| Înfrângere | 34–9–1 (1)  | Roy Nelson         | KO (punch)                            | UFC Fight Night: Nogueira vs. Nelson   | 11 aprilie 2014    | 1     | 3:37 | Abu Dhabi, United Arab Emirates       |                                                                                               |
| Înfrângere | 34–8–1 (1)  | Fabricio Werdum    | Submission (armbar)                   | UFC on Fuel TV: Nogueira vs. Werdum    | 8 iunie 2013       | 2     | 2:41 | Fortaleza, Brazil                     |                                                                                               |
| Victorie   | 34–7–1 (1)  | Dave Herman        | Submission (armbar)                   | UFC 153                                | 13 octombrie 2012  | 2     | 4:31 | Rio de Janeiro, Brazil                | Submission of the Night.                                                                      |
| Înfrângere | 33–7–1 (1)  | Frank Mir          | Technical Submission (kimura)         | UFC 140                                | 10 decembrie 2011  | 1     | 3:38 | Toronto, Ontario, Canada              |                                                                                               |
| Victorie   | 33–6–1 (1)  | Brendan Schaub     | KO (punches)                          | UFC 134                                | 27 august 2011     | 1     | 3:09 | Rio de Janeiro, Brazil                | Knockout of the Night.                                                                        |
| Înfrângere | 32–6–1 (1)  | Cain Velasquez     | KO (punches)                          | UFC 110                                | 21 februarie 2010  | 1     | 2:20 | Sydney, Australia                     | UFC Heavyweight title eliminator.                                                             |
| Victorie   | 32–5–1 (1)  | Randy Couture      | Decizie (unanimă)                     | UFC 102                                | 29 august 2009     | 3     | 5:00 | Portland, Oregon, United States       | Fight of the Night. Fight of the Year (2009).                                                 |
| Înfrângere | 31–5–1 (1)  | Frank Mir          | TKO (punches)                         | UFC 92                                 | 27 decembrie 2008  | 2     | 1:54 | Las Vegas, Nevada, United States      | Lost the interim UFC Heavyweight Championship.                                                |
| Victorie   | 31–4–1 (1)  | Tim Sylvia         | Submission (guillotine choke)         | UFC 81                                 | 2 februarie 2008   | 3     | 1:28 | Las Vegas, Nevada, United States      | Won the interim UFC Heavyweight Championship. Fight of the Night.                             |
| Victorie   | 30–4–1 (1)  | Heath Herring      | Decizie (unanimă)                     | UFC 73                                 | 7 iulie 2007       | 3     | 5:00 | Sacramento, California, United States |                                                                                               |
| Victorie   | 29–4–1 (1)  | Josh Barnett       | Decizie (unanimă)                     | Pride FC - Shockwave 2006              | 31 decembrie 2006  | 3     | 5:00 | Saitama, Japan                        |                                                                                               |
| Înfrângere | 28–4–1 (1)  | Josh Barnett       | Decizie (split)                       | Pride FC - Final Conflict Absolute     | 10 septembrie 2006 | 2     | 5:00 | Saitama, Japan                        | 2006 Pride Open-Weight Grand Prix Semifinals.                                                 |
| Victorie   | 28–3–1 (1)  | Fabrício Werdum    | Decizie (unanimă)                     | Pride FC - Critical Countdown Absolute | 1 iulie 2006       | 3     | 5:00 | Saitama, Japan                        | 2006 Pride Open-Weight Grand Prix Quarterfinals.                                              |
| Victorie   | 27–3–1 (1)  | Wagner Martins     | Submission (armbar)                   | Pride FC - Total Elimination Absolute  | 5 mai 2006         | 1     | 2:17 | Osaka, Japan                          | 2006 Pride Open-Weight Grand Prix Opening Round.                                              |
| Victorie   | 26–3–1 (1)  | Kiyoshi Tamura     | Submission (armbar)                   | Pride 31 - Dreamers                    | 26 februarie 2006  | 1     | 2:24 | Saitama, Japan                        |                                                                                               |
| Victorie   | 25–3–1 (1)  | Pawel Nastula      | TKO (punches)                         | Pride Critical Countdown 2005          | 26 iunie 2005      | 1     | 8:38 | Saitama, Japan                        |                                                                                               |
| Înfrângere | 24–3–1 (1)  | Fedor Emelianenko  | Decizie (unanimă)                     | Pride Shockwave 2004                   | 31 decembrie 2004  | 3     | 5:00 | Saitama, Japan                        | Lost the Unifed Pride Heavyweight Championship. 2004 Pride Heavyweight Grand Prix Tournament. |
| NC         | 24–2–1 (1)  | Fedor Emelianenko  | No Contest (accidental headbutt)      | Pride Final Conflict 2004              | 15 august 2004     | 1     | 3:52 | Saitama, Japan                        | 2004 Pride Heavyweight Grand Prix Final.                                                      |
| Victorie   | 24–2–1      | Sergei Kharitonov  | Decizie (unanimă)                     | Pride Final Conflict 2004              | 15 august 2004     | 2     | 5:00 | Saitama, Japan                        | 2004 Pride Heavyweight Grand Prix Semifinals.                                                 |
| Victorie   | 23–2–1      | Heath Herring      | Submission (anaconda choke)           | Pride Critical Countdown 2004          | 20 iunie 2004      | 2     | 0:30 | Saitama, Japan                        | 2004 Pride Heavyweight Grand Prix Quarterfinals.                                              |
| Victorie   | 22–2–1      | Hirotaka Yokoi     | Submission (anaconda choke)           | Pride Total Elimination 2004           | 25 aprilie 2004    | 2     | 1:25 | Saitama, Japan                        | 2004 Pride Heavyweight Grand Prix Opening Round.                                              |
| Victorie   | 21–2–1      | Mirko Cro Cop      | Submission (armbar)                   | Pride Final Conflict 2003              | 9 noiembrie 2003   | 2     | 1:45 | Tokyo, Japan                          | Won the interim Pride Heavyweight Championship. Fight of the Year (2003).                     |
| Victorie   | 20–2–1      | Ricco Rodriguez    | Decizie (unanimă)                     | Pride Total Elimination 2003           | 10 august 2003     | 3     | 5:00 | Saitama, Japan                        |                                                                                               |
| Înfrângere | 19–2–1      | Fedor Emelianenko  | Decizie (unanimă)                     | Pride 25                               | 16 martie 2003     | 3     | 5:00 | Yokohama, Japan                       | Lost the Pride Heavyweight Championship.                                                      |
| Victorie   | 19–1–1      | Dan Henderson      | Submission (armbar)                   | Pride 24                               | 23 decembrie 2002  | 3     | 1:49 | Fukuoka, Japan                        |                                                                                               |
| Victorie   | 18–1–1      | Semmy Schilt       | Submission (triangle choke)           | Pride 23                               | 24 noiembrie 2002  | 1     | 6:36 | Tokyo, Japan                          |                                                                                               |
| Victorie   | 17–1–1      | Bob Sapp           | Submission (armbar)                   | Pride Shockwave                        | 28 august 2002     | 2     | 4:03 | Tokyo, Japan                          |                                                                                               |
| Victorie   | 16–1–1      | Sanae Kikuta       | KO (punch)                            | UFO-Legend                             | 8 august 2002      | 2     | 0:29 | Tokyo, Japan                          |                                                                                               |
| Victorie   | 15–1–1      | Enson Inoue        | Technical Submission (triangle choke) | Pride 19                               | 24 februarie 2002  | 1     | 6:17 | Saitama, Japan                        |                                                                                               |
| Victorie   | 14–1–1      | Heath Herring      | Decizie (unanimă)                     | Pride 17                               | 3 noiembrie 2001   | 3     | 5:00 | Tokyo, Japan                          | Won the inaugural Pride Heavyweight Championship.                                             |
| Victorie   | 13–1–1      | Mark Coleman       | Submission (triangle armbar)          | Pride 16                               | 24 septembrie 2001 | 1     | 6:10 | Osaka, Japan                          |                                                                                               |
| Victorie   | 12–1–1      | Gary Goodridge     | Submission (triangle choke)           | Pride 15                               | 29 iulie 2001      | 1     | 2:37 | Saitama, Japan                        |                                                                                               |
| Victorie   | 11–1–1      | Valentijn Overeem  | Submission (arm-triangle choke)       | Rings: King of Kings 2000 Final        | 24 februarie 2001  | 1     | 1:20 | Tokyo, Japan                          | Won the 2000 King of Kings Tournament.                                                        |
| Victorie   | 10–1–1      | Hiromitsu Kanehara | Submission (rear-naked choke)         | Rings: King of Kings 2000 Final        | 24 februarie 2001  | 2     | 0:20 | Tokyo, Japan                          | 2000 King of Kings Tournament Semifinals.                                                     |
| Victorie   | 9–1–1       | Volk Han           | Decizie (unanimă)                     | Rings: King of Kings 2000 Final        | 24 februarie 2001  | 2     | 5:00 | Tokyo, Japan                          | 2000 King of Kings Tournament Quarterfinals.                                                  |
| Victorie   | 8–1–1       | Kiyoshi Tamura     | Submission (armbar)                   | Rings: King of Kings 2000 Block A      | 9 octombrie 2000   | 2     | 2:29 | Tokyo, Japan                          | 2000 King of Kings Tournament 2nd Round.                                                      |
| Victorie   | 7–1–1       | Achmed Labasanov   | Submission (armbar)                   | Rings: King of Kings 2000 Block A      | 9 octombrie 2000   | 1     | 1:38 | Tokyo, Japonia                        | 2000 King of Kings Tournament 1st Round.                                                      |
| Egal       | 6–1–1       | Tsuyoshi Kohsaka   | Egal                                  | Rings: Millennium Combine 3            | 23 august 2000     | 2     | 5:00 | Osaka, Japonia                        |                                                                                               |
| Înfrângere | 6–1         | Dan Henderson      | Decizie (split)                       | Rings: King of Kings 1999 Final        | 26 februarie 2000  | 3     | 5:00 | Tokyo, Japan                          | 1999 King of Kings Tournament Semifinals.                                                     |
| Victorie   | 6–0         | Andrei Kopylov     | Decizie (split)                       | Rings: King of Kings 1999 Final        | 26 februarie 2000  | 2     | 5:00 | Tokyo, Japan                          | 1999 King of Kings Tournament Quarterfinals.                                                  |
| Victorie   | 5–0         | Jeremy Horn        | Decizie (unanimă)                     | WEF 8: Goin' Platinum                  | 15 ianuarie 2000   | 3     | 8:00 | Rome, Georgia, United States          | Won the WEF Heavyweight Superfight Championship.                                              |
| Victorie   | 4–0         | Yuriy Kochkine     | Technical Submission (armbar)         | Rings: King of Kings 1999 Block A      | 28 octombrie 1999  | 1     | 0:40 | Tokyo, Japan                          | 1999 King of Kings Tournament 2nd Round.                                                      |
| Victorie   | 3–0         | Valentijn Overeem  | Technical Submission (americana)      | Rings: King of Kings 1999 Block A      | 28 octombrie 1999  | 1     | 1:51 | Tokyo, Japan                          | 1999 King of Kings Tournament 1st Round.                                                      |
| Victorie   | 2–0         | Nate Schroeder     | Submission (armbar)                   | WEF 7: Stomp in the Swamp              | 9 octombrie 1999   | 1     | 1:52 | Kenner, Louisiana, United States      |                                                                                               |
| Victorie   | 1–0         | David Dodd         | Submission (kimura)                   | World Extreme Fighting 6               | 12 iunie 1999      | 1     | 3:12 | DeLand, Florida, United States        |                                                                                               |